# Provinz Caserta
Die Provinz Caserta (italienisch Provincia di Caserta) ist eine italienische Provinz der Region Kampanien. Hauptstadt ist Caserta. Die Provinz hat 906.522 Einwohner (Stand 31. Dezember 2023) in 104 Gemeinden auf einer Fläche von 2.639 km².
Die Provinz entsprach der Provinz Terra di Lavoro des Königreichs Neapel. Da in dieser Provinz besonders viel Widerstand gegen das faschistische Regime bestand, löste Benito Mussolini die Provinz auf und verteilte die Gemeinden auf die angrenzenden Provinzen Rom, Neapel, Benevento, Campobasso und die neu eingerichtete Provinz Frosinone.
1945 entstand die Provinz als Provinz Caserta wieder, allerdings ohne die Gemeinden, die inzwischen zur Region Latium gehörten.

## Größte Gemeinden
(Einwohnerzahlen Stand 31. Dezember 2023)
| Gemeinde                 | Einwohner |
| ------------------------ | --------- |
| Caserta                  | 72.699    |
| Aversa                   | 49.544    |
| Marcianise               | 38.292    |
| Maddaloni                | 36.768    |
| Santa Maria Capua Vetere | 32.122    |
| Mondragone               | 28.616    |
| Orta di Atella           | 27.397    |
| Castel Volturno          | 29.524    |
| San Nicola la Strada     | 22.071    |
| Sessa Aurunca            | 20.209    |
| Casal di Principe        | 21.497    |
| Trentola-Ducenta         | 20.512    |
| Capua                    | 17.773    |
| San Felice a Cancello    | 16.821    |
| Lusciano                 | 16.239    |
| Teverola                 | 14.962    |
| Sant’Arpino              | 15.139    |
| San Marcellino           | 14.903    |
| Santa Maria a Vico       | 14.312    |
| San Cipriano d’Aversa    | 13.298    |
| Casagiove                | 12.890    |
| Teano                    | 11.147    |
| San Prisco               | 12.157    |
| Gricignano di Aversa     | 12.900    |
| Villa Literno            | 12.658    |
| Parete                   | 12.691    |
| Piedimonte Matese        | 10.068    |

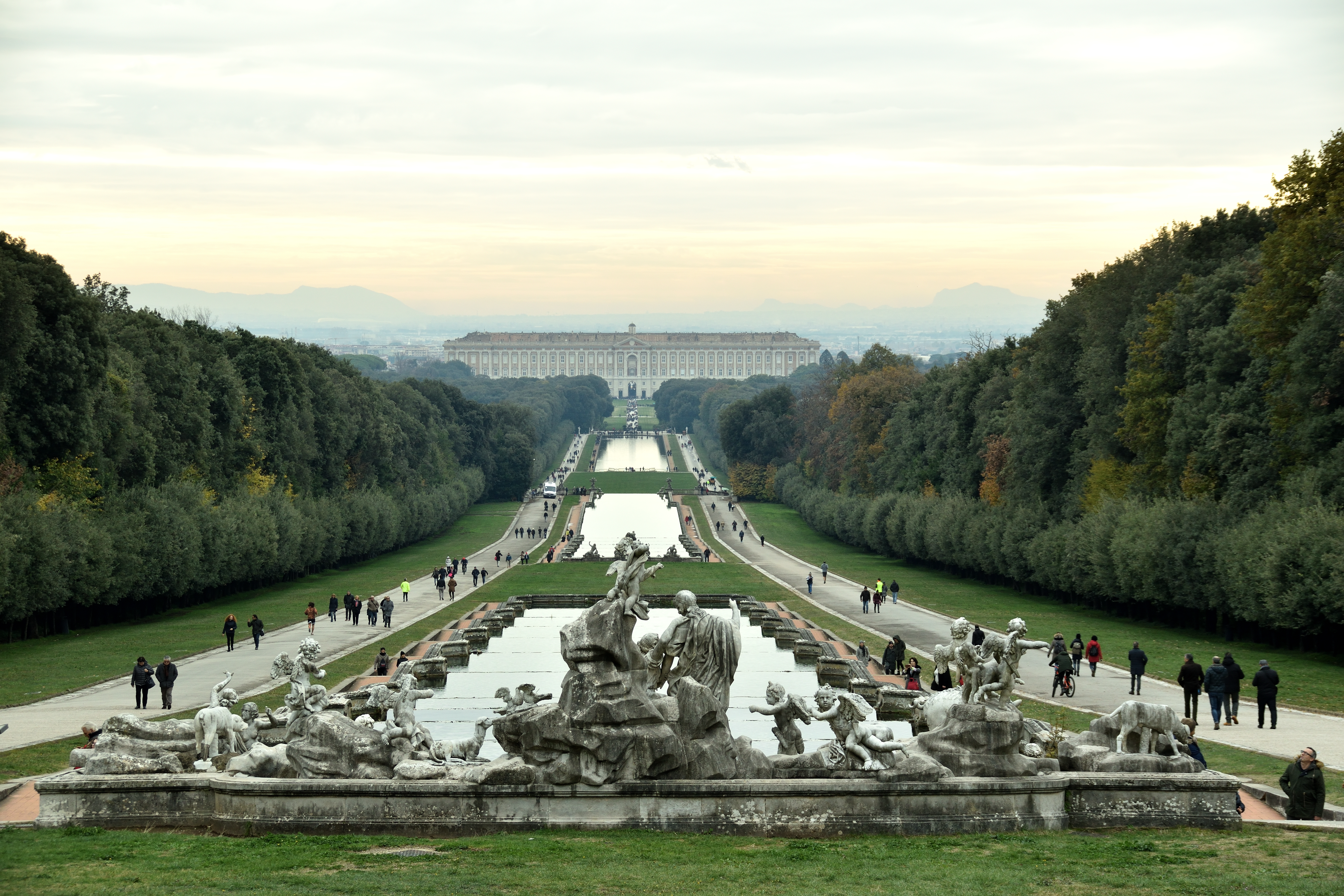
Reggia di Caserta, der Königspalast von Caserta

Die Liste der Gemeinden in Kampanien beinhaltet alle Gemeinden der Provinz mit Einwohnerzahlen.